# Trévérec
Trévérec [tʁeveʁɛk] est une commune française située dans le département des Côtes-d'Armor, en région Bretagne.

## Géographie
|                       | Le Faouët  |          |
| Saint-Gilles-les-Bois | Trémérec   | Tréméven |
|                       | Gommenec'h |          |

### Hydrographie
Pour un article plus général, voir Réseau hydrographique des Côtes-d'Armor.
La commune est située dans le bassin Loire-Bretagne. Elle est drainée par le Leff, le Goaz Mab et la Font Kerognan,,.
Le Leff, d'une longueur de 62 km, prend sa source dans la commune du Leslay et se jette  dans le Trieux en limite de Quemper-Guézennec et de Plourivo, après avoir traversé 19 communes. 

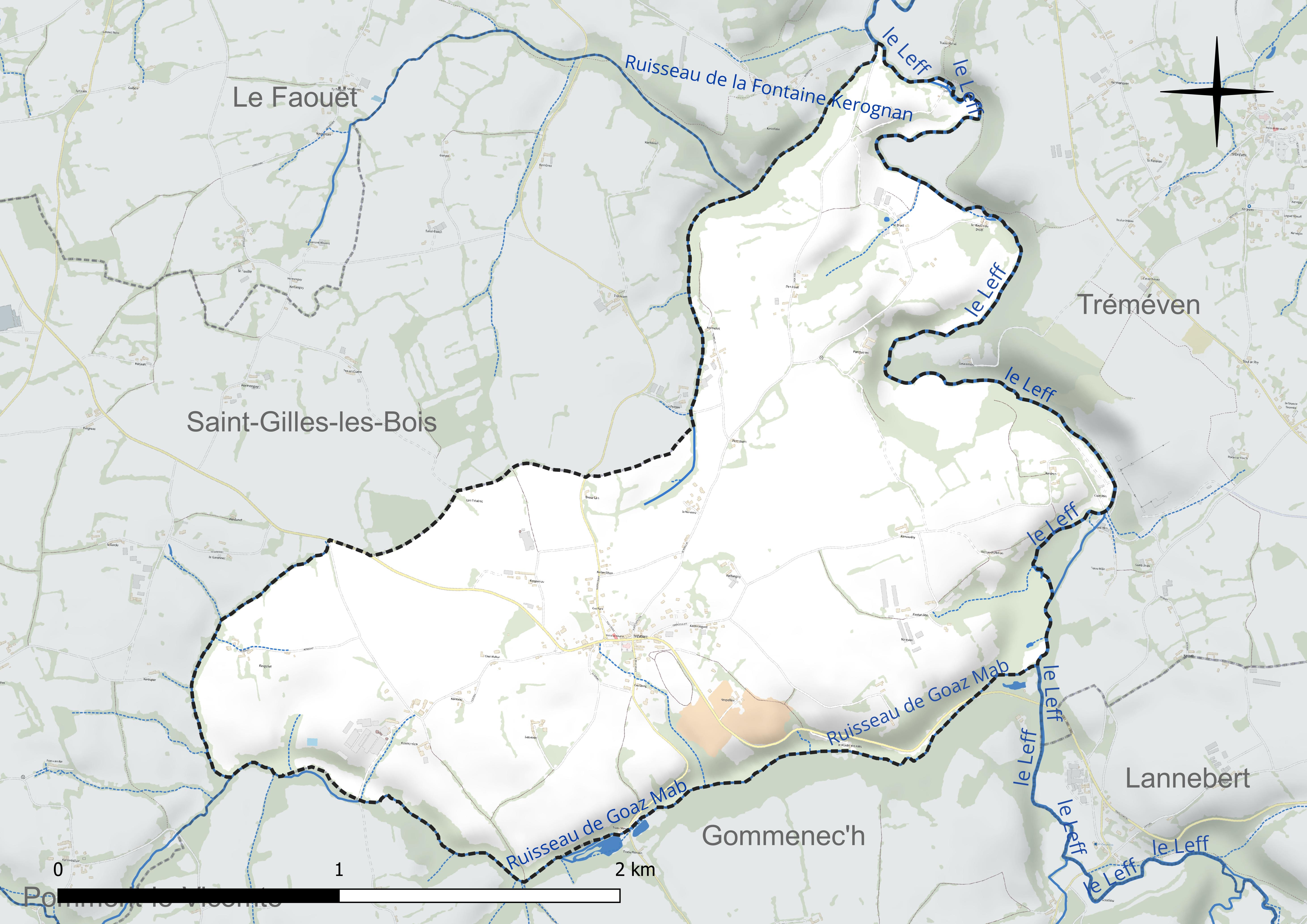
Réseau hydrographique de Trévérec.

### Climat
Pour des articles plus généraux, voir Climat de la Bretagne et Climat des Côtes-d'Armor.
En 2010, le climat de la commune est de type climat océanique franc, selon une étude du CNRS s'appuyant sur une série de données couvrant la période 1971-2000. En 2020, Météo-France publie une typologie des climats de la France métropolitaine dans laquelle la commune est exposée à un climat océanique et est dans la région climatique  Finistère nord, caractérisée par une pluviométrie élevée, des températures douces en hiver (6 °C), fraîches en été et des vents forts. Parallèlement l'observatoire de l'environnement en Bretagne publie en 2020 un zonage climatique de la région Bretagne, s'appuyant sur des données de Météo-France de 2009. La commune est, selon ce zonage, dans la zone « Intérieur », exposée à un climat médian, à dominante océanique.  
Pour la période 1971-2000, la température annuelle moyenne est de 11,2 °C, avec une amplitude thermique annuelle de 10,7 °C. Le cumul annuel moyen de précipitations est de 797 mm, avec 13,7 jours de précipitations en janvier et 6,9 jours en juillet. Pour la période 1991-2020, la température moyenne annuelle observée sur la station météorologique la plus proche, située sur la commune de Lanleff à 4 km à vol d'oiseau, est de 11,7 °C et le cumul annuel moyen de précipitations est de 845,9 mm,. Pour l'avenir, les paramètres climatiques de la commune estimés pour 2050 selon différents scénarios d'émission de gaz à effet de serre sont consultables sur un site dédié publié par Météo-France en novembre 2022.

## Urbanisme

### Typologie
Au 1er janvier 2024, Trévérec est catégorisée commune rurale à habitat très dispersé, selon la nouvelle grille communale de densité à 7 niveaux définie par l'Insee en 2022.
Elle est située hors unité urbaine et hors attraction des villes,.

### Occupation des sols
L'occupation des sols de la commune, telle qu'elle ressort de la base de données européenne d’occupation biophysique des sols Corine Land Cover (CLC), est marquée par l'importance des territoires agricoles (92,9 % en 2018), en augmentation par rapport à 1990 (92,1 %). La répartition détaillée en 2018 est la suivante : 
terres arables (62,4 %), zones agricoles hétérogènes (30,5 %), forêts (6,5 %), mines, décharges et chantiers (0,6 %). L'évolution de l’occupation des sols de la commune et de ses infrastructures peut être observée sur les différentes représentations cartographiques du territoire : la carte de Cassini (XVIIIe siècle), la carte d'état-major (1820-1866) et les cartes ou photos aériennes de l'IGN pour la période actuelle (1950 à aujourd'hui).

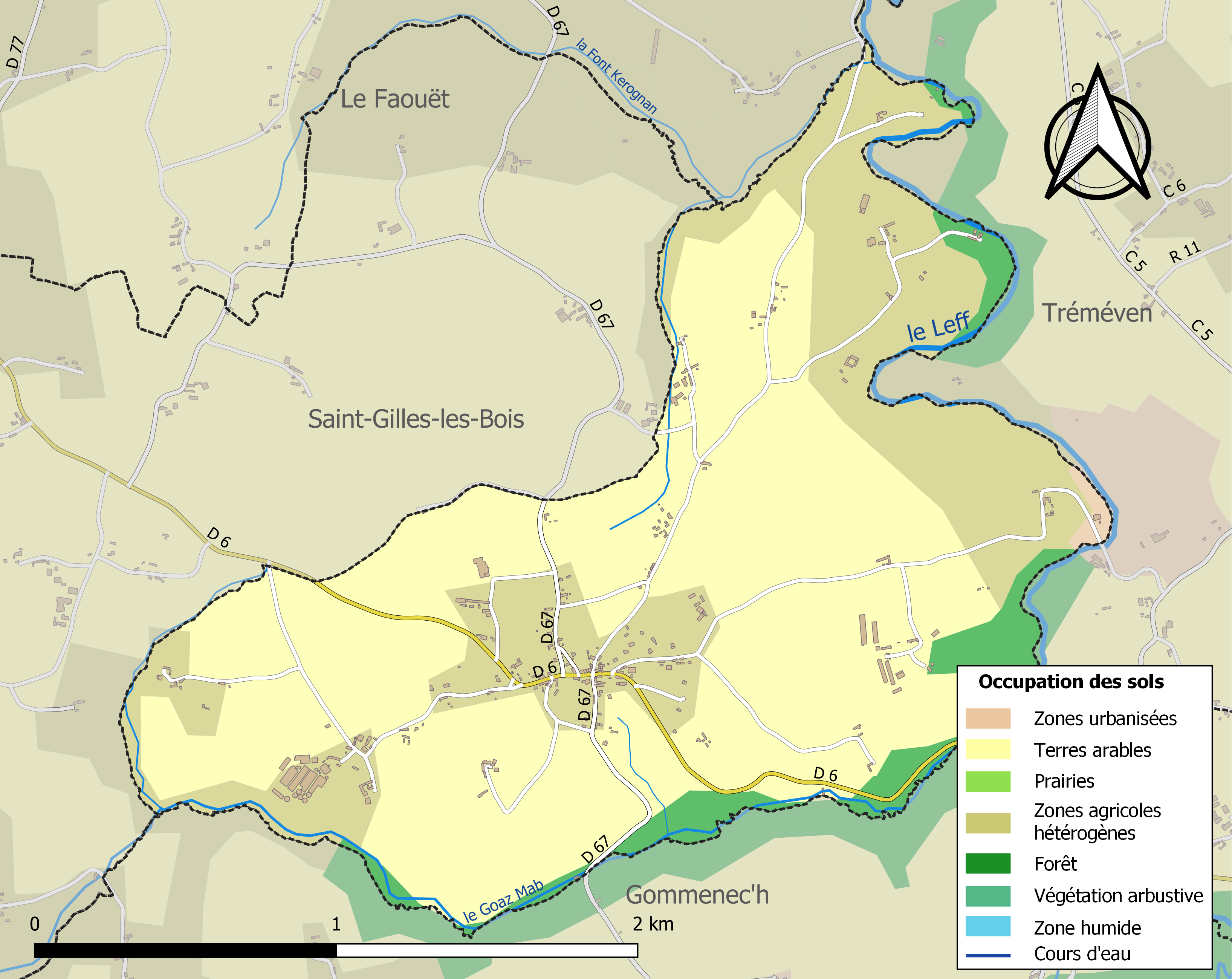
Carte des infrastructures et de l'occupation des sols de la commune en 2018 (CLC).

## Toponymie
Le nom de la localité est attesté sous les formes Treverec en 1427, Treffverrec en 1461, Treverrec en 1505, Trémerrec en 1554, Treverec en 1596 et en 1801.

On trouve Trévérec dès 1861.
Son nom viendrait de l’ancien breton trev qui veut dire village et de Saint-Mérec. Mais les dernières recherches concernant Saint Mérec laissent à penser que celui-ci est un saint légendaire qui n'aurait jamais existé mais que le nom Mérec/Méreuc remonte au vieux-breton Meroc /Meiroc, forme adjectivale impliquant une dédication à la Vierge Marie. Tréméreuc signifierait donc « village de la Vierge Marie ».

## Histoire

### LeXXesiècle

#### Les guerres duXXesiècle
Le monument aux Morts porte les noms des 29 soldats morts pour la Patrie :
- 24 sont morts durant la Première Guerre mondiale.
- 4 sont morts durant la Seconde Guerre mondiale.
- 1 est mort hors conflit.

## Politique et administration
| Période                                  | Période              | Identité                    | Étiquette  | Qualité                                                                |
| ---------------------------------------- | -------------------- | --------------------------- | ---------- | ---------------------------------------------------------------------- |
| Les données manquantes sont à compléter. |                      |                             |            |                                                                        |
| avant 1950                               | janvier 1973 (décès) | Yves Le Bévillon            | Socialiste | Commerçant                                                             |
| avril 1973                               | mars 1989            | Émile Thouénon (1923-2005)  |            | Professeur de collège                                                  |
| mars 1989                                | juin 1995            | Marc Le Calvez              |            | Assureur                                                               |
| juin 1995                                | mars 2001            | Émile Thouénon (1923-2005)  |            | Retraité de l'Éducation nationale, maire honoraire                     |
| mars 2001                                | mars 2014            | Pierre Quilgars (1939-2017) |            | Retraité de la marine nationale Premier adjoint au maire (1995 → 2001) |
| mars 2014                                | En cours             | Sandrine Le Troquer-Geffroy | DVG        | Employée                                                               |

## Démographie
L'évolution du nombre d'habitants est connue à travers les recensements de la population effectués dans la commune depuis 1793. Pour les communes de moins de 10 000 habitants, une enquête de recensement portant sur toute la population est réalisée tous les cinq ans, les populations de référence des années intermédiaires étant quant à elles estimées par interpolation ou extrapolation. Pour la commune, le premier recensement exhaustif entrant dans le cadre du nouveau dispositif a été réalisé en 2007.

En 2022, la commune comptait 224 habitants, en évolution de +2,28 % par rapport à 2016 (Côtes-d'Armor : +1,78 %, France hors Mayotte : +2,11 %).
| 1793 | 1800 | 1806 | 1821 | 1831 | 1836 | 1841 | 1846 | 1851 |
| ---- | ---- | ---- | ---- | ---- | ---- | ---- | ---- | ---- |
| 406  | 505  | 520  | 580  | 513  | 523  | 528  | 669  | 526  |

| 1856 | 1861 | 1866 | 1872 | 1876 | 1881 | 1886 | 1891 | 1896 |
| ---- | ---- | ---- | ---- | ---- | ---- | ---- | ---- | ---- |
| 529  | 548  | 558  | 538  | 539  | 558  | 538  | 544  | 503  |

| 1901 | 1906 | 1911 | 1921 | 1926 | 1931 | 1936 | 1946 | 1954 |
| ---- | ---- | ---- | ---- | ---- | ---- | ---- | ---- | ---- |
| 447  | 451  | 408  | 405  | 370  | 363  | 325  | 299  | 279  |

| 1962 | 1968 | 1975 | 1982 | 1990 | 1999 | 2006 | 2007 | 2012 |
| ---- | ---- | ---- | ---- | ---- | ---- | ---- | ---- | ---- |
| 275  | 201  | 208  | 178  | 190  | 174  | 185  | 186  | 220  |

| 2017 | 2022 | - | - | - | - | - | - | - |
| ---- | ---- | - | - | - | - | - | - | - |
| 214  | 224  | - | - | - | - | - | - | - |

## Coutume et tradition
À Trévérec, lorsqu’un projet connu de mariage se trouve définitivement rompu, par suite d’une autre union que contracte l’une des parties intéressées, on avait l’habitude de railler la déconvenue de celle qui reste en lui faisant garlantezenn qui signifie proprement « guirlande » ; c’est, en effet, un simple mélange de verdure et de fleurs, où peuvent se trouver d’autres objets allégoriques, comme des amandes et ces petits bonbons dits pasianted, « patience ». Le tout est fixé secrètement, pendant la nuit, sur la maison habitée par la personne visée, où, à défaut, sur un arbre du voisinage ; dans ce dernier cas, pour qu’elle n’en ignore rien, on a l’attention délicate de répandre une traînée de balle allant de son domicile à la galantezenn.

## Lieux et monuments

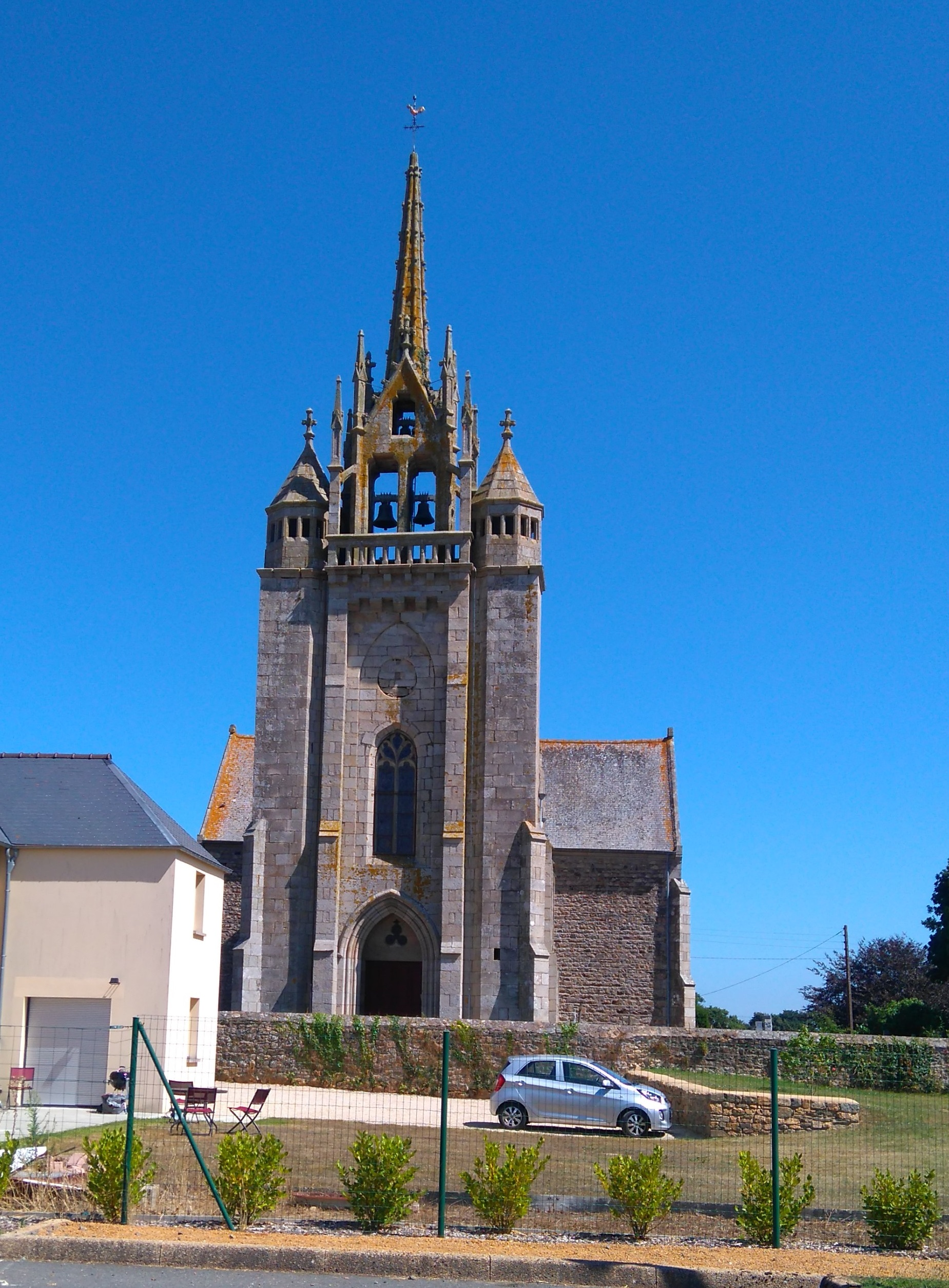
Église Saint-Véran.

### Église Saint-Véran
L'église date du XIXe siècle. En 1864, la nef était en ruine ; elle fut reconstruite durant les années 1865 à 1868. Le clocher fut reconstruit de 1891 à 1895. Le manque d'entretien peut s'expliquer par le fait que la paroisse de Trévérec fut supprimée à la Révolution par la réunion avec Gommenech. Ce n'est qu'en 1823 que la commune fut rétablie succursale.

### Chapelle de Pont-Men
Cette chapelle est dédiée à la Sainte-Vierge et à saint-Nicolas. Elle a été rebâtie en 1837.

## Personnalités liées à la commune
- Eugène Héry (d) (1855-1927), écrivain breton, né à Trévérec